# Мостафа Тага
Мостафа Тага (араб. مصطفى طه, 24 березня 1910, Каїр — дата смерті невідома) — єгипетський футболіст, що грав на позиції нападника за клуби «Замалек» і «Аль-Аглі», а також національну збірну Єгипту.

## Клубна кар'єра
У футболі відомий виступами у команді «Замалек», кольори якої захищав з 1928 по 1930 роки.
Виступав за клуб «Аль-Аглі» в 1931/32 роках, за цей час виграв Кубок Єгипту і Чемпіонат Каїру в 1931 році, після чого повернувся до «Замалека» і грав там до 1945-го року. 

## Виступи за збірну
У складі збірної був учасником чемпіонату світу 1934 року в Італії, де зіграв проти збірної Угорщини (2-4)